# Hemielimaea sergeii
Hemielimaea sergeii är en insektsart som beskrevs av Andrej Vasiljevitj Gorochov 2004. Hemielimaea sergeii ingår i släktet Hemielimaea och familjen vårtbitare. Inga underarter finns listade i Catalogue of Life.